# Elman Huseynov
Elman Huseynov (en azerí: Hüseynov Elman Süleyman oğlu) — Héroe Nacional de Azerbaiyán, combatiente de la Guerra del Alto Karabaj.

## Vida
Huseynov Elman Suleyman oglu nació en la aldea de Azad Garagoyunlu (Ilxichilar) de la región de Tartar el 28 de febrero de 1952. Entre los años 1958 y 1968 estudió en la escuela secundaria de la aldea de Azad Garagoyunlu. En 1968 ingresó en la Facultad de Hidrobonificación del Instituto Estatal Politécnico de Azerbaiyán. En 1973 completó los estudios superiores de Ingeniería. De 1973 a 1975 sirvió como oficial con rango de teniente en la ciudad de Ajalkalaki de Georgia.
Entre 1980 y 1982 estudió en la Escuela Superior del Partido de Bakú. Él fue presidente del Comité de Control del Pueblo de la región de Tartar de 1982 a 1985, trabajó como primer vicepresidente del Comité Ejecutivo de los Diputados del Pueblo en la Región de Tartar entre 1985 y 1988, jefe de la Oficina de Explotación del río de Tartarchay entre los años 1988 y 1990 y más tarde, ocupó el cargo de instructor en el Comité del Partido Regional. Fue elegido al Soviet Regional varias veces.
Se graduó con honores en el Instituto Nacional de Gestión Económica adjunto al Gabinete de Ministros.
Estaba casado. Tenía tres hijos.[cita requerida]

## Participación en las batallas
En 1991, aunque trabajaba en un cargo estatal alto, solicitó al Ministerio de Defensa enrollarse en el ejército como voluntario de un tabor para la defensa de Tartar. En septiembre de 1991 fue nombrado jefe de la sede de autodefensa de Tartar, y en noviembre de 1991 fue comandante del batallón de autodefensa territorial de Tartar. Tomó parte activa en la liberación de Aghdara y los asentamientos circundantes de los soldados armenios. Como resultado de las operaciones militares llevadas a cabo bajo su encabezamiento personal, muchas fuerzas y equipos armenios fueron destruidos. 
Fue herido dos veces en la batallas. El 14 de enero de 1993 murió en un combate por la altura de Vang.

## Héroe Nacional
Fue considerado Héroe Nacional por decreto del Presidente de la República de Azerbaiyán del 15 de enero de 1995. Elman Suleyman oglu Huseynov recibió el título de “Héroe Nacional de Azerbaiyán” a título póstumo.
- 1993 —  Héroe Nacional de Azerbaiyán.

Fue enterrado en el pueblo de Garagoyunlu de la región de Tartar. Una de las calles en la región de Tartar y un museo llevan su nombre.